# Rhaponticum carthamoides

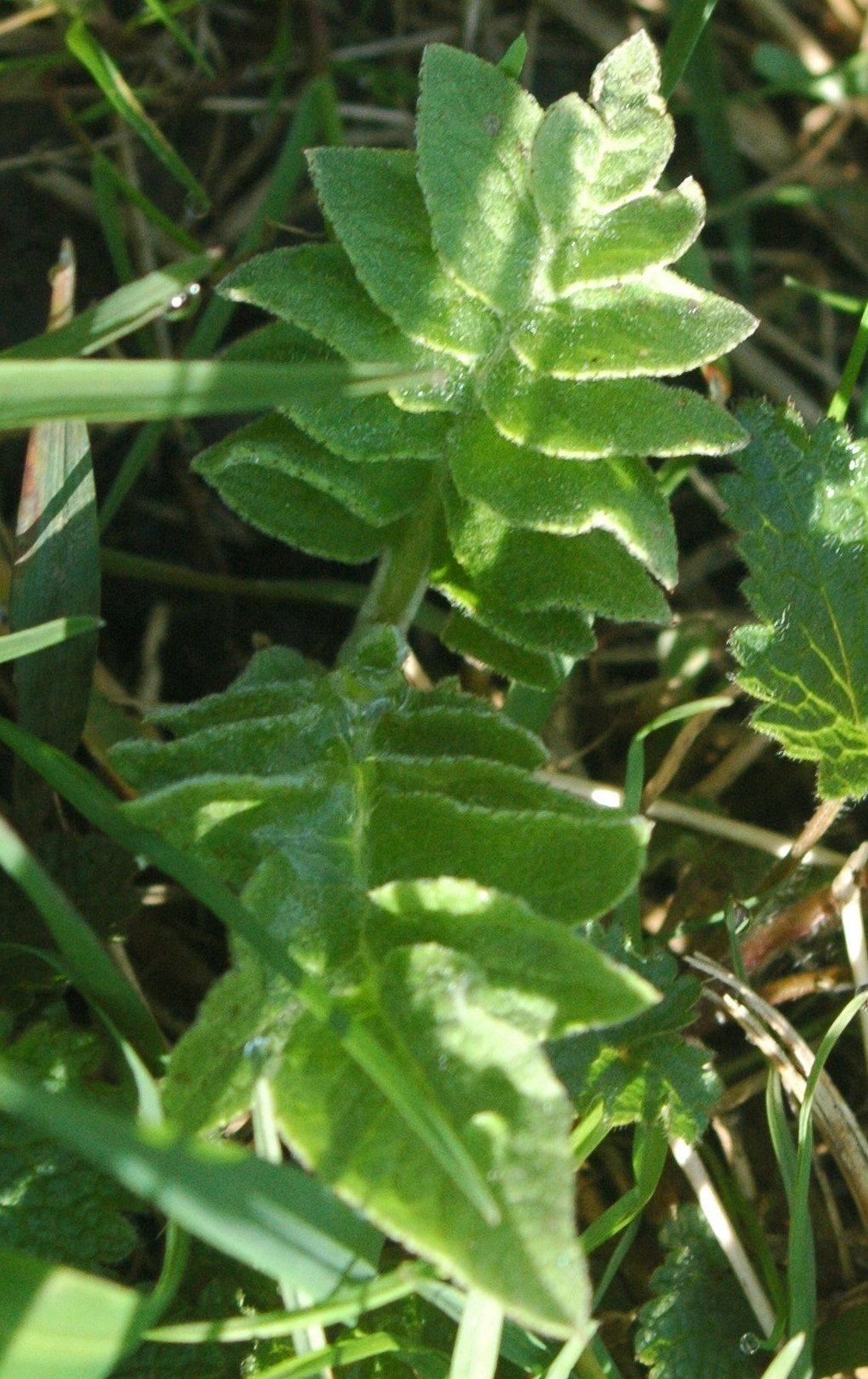
Hojas jóvenes

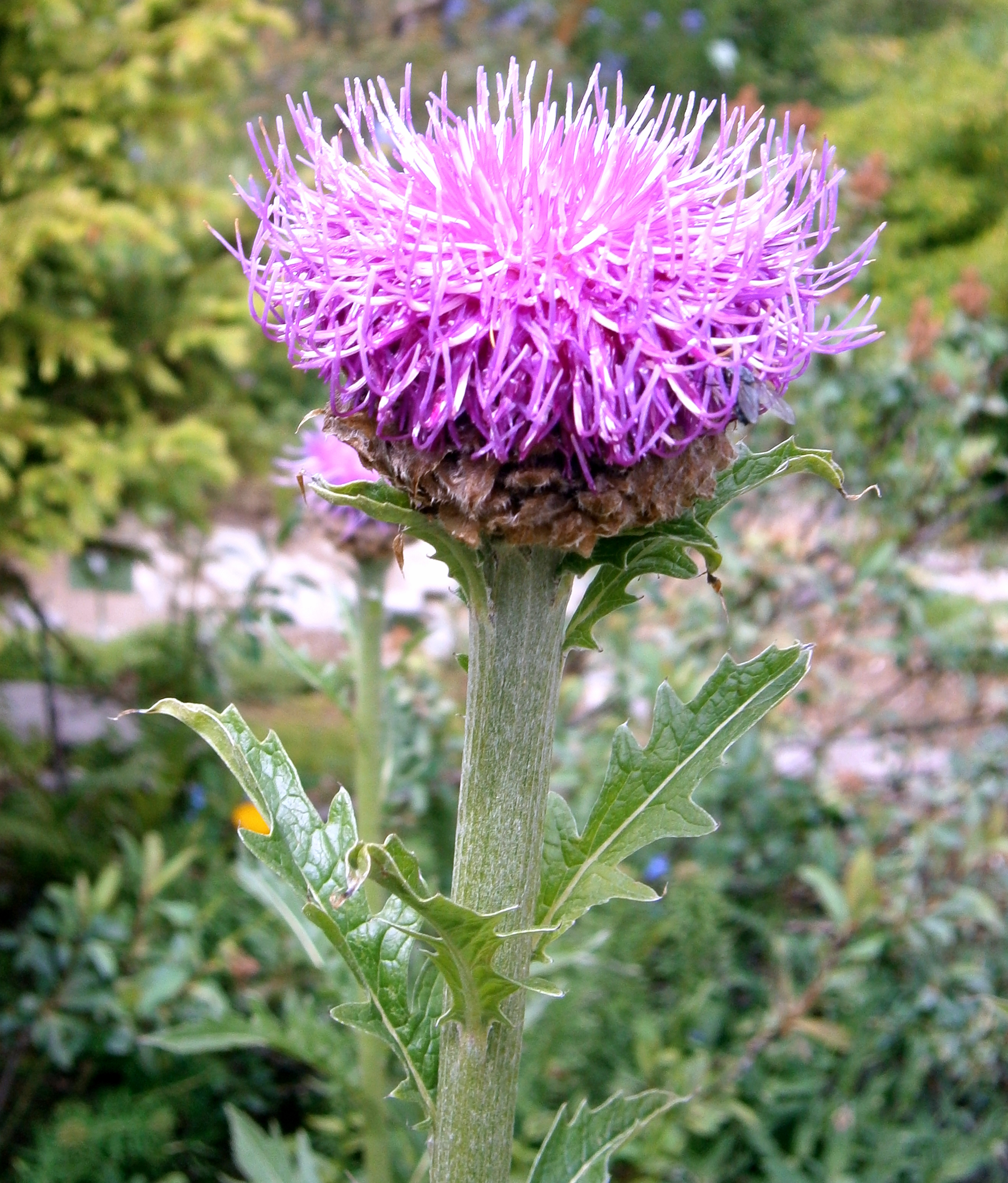
Capítulo: detalle

Raphonticum carthamoides (raíz de maral o maral) es una especie de planta herbácea del género Rhaponticum, anteriormente Leuzea, de la familia Asteraceae.

## Descripción
Es una planta herbácea de unos 60-90 cm de alto, con tallo simple robusto, escasamente aracnoideo. Las hojas inferiores y medias son cortamente pecioladas a subsentadas con el limbo elíptico a lanceoladao, de 13-25 cm de largo por 7 cm de ancho, pinnatipartido o subpinnatisecto con 5-8 pares de lóbulos/segmentos, lanceolados,  de  margen serrado y ápice agudo. Las hojas superiores son sentadas, cada vez más pequeñas hacía el capítulo, pinnatisectas o pinnatipartidas con 3-4 pares de segmentos, o incluso entera, y con el margen dentado. Los capítulos son solitarios, con un involucro de 4.5-6 cm de diámetro; sus brácteas se organizan en 10-12 filas, las externas y medias ovadas a estrechamente ovadas con el ápice de color rojo purpúreo, las medias con apéndice marrón, ovado, ampliamente triangular o subrómbico, patentes a reflejos, velloso, las internas lanceoladas a lineales, 15-18 × 2-3 mm, con  apéndice apical marrón, ovado, velloso. Los flósculos son hermafroditos con una corola de 2,5 cm de color roseo a purpúreo. Las cipselas son estrechamente elipsoides, de unos 7 mm de largo, finamente y longitudinalmente estriadas y con unas costillas, también longitudinales, más fuertes, de color pardo y con el borde de la placa apical denticulado. El vilano, caedizo, está constituido por pelos plumosos, amarillentos a parduzcos, de casi 2 cm de largo.

## Distribución y hábitat
Es una especie nativa de China, Kazajistán, Siberia y Mongolia. Crece en praderas y pastizales entre 2000 y 2700 m de altitud. Se cultiva a gran escala en la República Checa.

## Composición y usos
Se aislaron varios compuestos de diversas partes de R. carthamoides; los principales son los esteroides, particularmente los ecdiesteroides, y los fenólicos (flavonoides y ácidos fenólicos) acompañados por poliacetilenos, lactonas sesquiterpénicas, glucosidos triterpenoides y terpenos.
Preparaciones, extractos y compuestos derivados de esta especie poseen un amplio espectro de efectos farmacológicos sobre varios órganos, como el cerebro, la sangre, el sistema cardiovascular y nervioso, así como en diferentes procesos bioquímicos y funciones fisiológicas, incluida la síntesis de proteínas. Además, los extractos y preparaciones de la planta tienen varios efectos biológicos adicionales, por ejemplo: antioxidante, inmunomodulador, anticancerígeno, antimicrobiano, antiparasitarios e insecticida. Estudios más recientes atribuyen a dichos extractos propiedades, entre otras, antioxidantes y de estimulación de la reparación del ADN.

## Taxonomía
Rhaponticum carthamoides fue descrito primero por Carl Ludwig Willdenow como Cnicus carthamoides y publicado en Species Plantarum. Editio quarta, vol. 3, p. 1686, 1803. Fue posteriormente atribuido a género Leuzea por Augustin Pyrame de Candolle y publicado en Annales du Muséum National d'Histoire Naturelle, vol 49, n. 2, p. 205, 1810 y, en fin, asignado, como todas les especies del género Leuzea, al género Rhaponticum por Modest Mikhailovic Iljin  y publicado en Trudy Botanicheskogo Instituta Akademii Nauk S S S R. Ser. 1, Flora i Sistematika Vysshikh Rastenii, Moscow & Leningrad, vol. 1, p. 204, 1933.
Etimología
- Rhaponticum: del Latín, construido a partir de los vocablos Rha, del griego Ρά, el Río Volga, y Pontīcus, -a, -um, el Ponto Euxino era, según Dioscórides, una planta de raíz negra del mar Negro y regiones limítrofes que, en el Pseudo Dioscórides, los romanos llamaron rhâ Pónticoum, y unos autores prelinneanos consideraron que ciertas especies de Rhaponticum correspondían a dicho rhâ Pónticoum romano.[9][10]
- carthamoides: derivado de Carthamus (nombre genérico que estableció Carlos Linneo, latinizando el vocablo árabe Kârtum, de origen semítica, 'tinte', en alusión a sus propiedades colorantes), 'que se parece al Carthamus.

Sinonimia
- Centaurea carthamoides (Willd.) Benth. & Hook.f.
- Cirsium carthamoides (Willd.) Link
- Cnicus carthamoides Willd. - basiónimo
- Fornicium carthamoides (Willd.) Kamelin
- Halocharis carthamoides M.Bieb. ex DC., nom. illeg.
- Leuzea altaica Fisch. ex Schauer , nom. illeg.
- Leuzea carthamoides (Willd.) DC.
- Serratula carthamoides (Willd.) Poir.
- Stemmacantha carthamoides (Willd.) Dittrich[8]